# العرير (ذي السفال)

تعديل مصدري - تعديل

العرير محلة تابعة لقرية القاعدة، التابعة لعزلة خنوه بمديرية ذي السفال إحدى مديريات محافظة إب في الجمهورية اليمنية، بلغ تعداد سكانها 4847 حسب تعداد اليمن لعام 2004.